# Ernesto Nathan
Pour les articles homonymes, voir Nathan.
Ernesto Nathan est un homme politique italien né à Londres le 5 octobre 1845, mort le 9 avril 1921 à Rome, maire de Rome de 1907 à 1913.

## Biographie

### Jeunesse
Esnesto Nathan est issu d'une famille juive de douze enfants dont il est le cinquième. Son père est un agent de change anglais d'origine allemande établi à Londres. Sa mère, Sara N. Levi, est originaire de Pesaro et très engagée dans le soutien aux idées républicaines de Mazzini. Orphelin de père à 14 ans, le jeune Ernesto passe son adolescence en Italie, à Florence, Milan ou en Sardaigne et en Suisse à Lugano. L'influence de Mazzini, ami de sa famille lors de leur vie à Londres, marque fortement sa formation et ses orientations, politiques et culturelles.
En 1870, à 25 ans, il s'établit à Rome où il devient administrateur du journal mazziniste La Roma del Popolo. Il se consacre à la politique avec une forte orientation laïque et anticléricale. En 1888, il obtient la nationalité italienne. Membre depuis 1887 du Grand Orient d'Italie, il en est élu le grand-maître en 1899 et 1917.
En 1879, il adhère à l'Extrême gauche historique puis en 1904 au Parti radical historique.

### Maire de Rome
En 1898, il est élu conseiller municipal de Rome et en 1907 maire de Rome, réélu en 1911. Il en est le premier maire qui ne soit pas un représentant des propriétaires fonciers. Selon l'Encyclopedia Britannica, qu'un Juif, franc-maçon anticlérical né en Angleterre soit maire de Rome peut sembler incongru mais il avait été choisi pour sa stricte honnêteté et son sens des affaires.
Lorsque Rome devient capitale du royaume d'Italie en 1870, la population en est de 230 000 habitants. Depuis, elle a doublé. Durant ses mandats, Ernesto Nathan s'attache à lutter contre la spéculation immobilière et à développer une politique de grands travaux qui donnent le jour au monument à Victor-Emmanuel II, au palais de justice, au Stade national (sur l'emplacement de l'actuel stade Flaminio) ou à la promenade archéologique sur l'Aventin et le mont Cælius. Ces travaux suscitent la réprobation de certains pour avoir défiguré Rome. Il fait ouvrir 150 écoles maternelles (chiffre à comparer aux 288 existant aujourd'hui pour une population qui a été multipliée par 8), promeut une éducation laïque  qui suscite une vive hostilité de la part du Saint-Siège dans une ville où l'éducation était du ressort de l'Église catholique et développe la formation professionnelle. Il crée le réseau de transports publics et une compagnie de distribution de l'énergie.
En 1915, à l'âge de 70 ans, il s'engage dans l'armée italienne et sert quelque temps comme lieutenant d'infanterie.

## Sources
- (en) Cet article est partiellement ou en totalité issu de l’article de Wikipédia en anglais intitulé « Ernesto Nathan » (voir la liste des auteurs).

- (it) Cet article est partiellement ou en totalité issu de l’article de Wikipédia en italien intitulé « Ernesto Nathan » (voir la liste des auteurs).